# اطلاع محرمانه
اطلاع محرمانه (انگلیسی: The Tip) یک فیلم کمدی صامت کوتاه به کارگردانی بیلی گیلبرت و گیلبرت پرت است که در سال ۱۹۱۸ منتشر شد.

## بازیگران
- هارولد لوید
- اسناب پالرد
- ببه دنیلز
- سمی بروکس
- گاس لئونارد
- بل میچل
- چارلز استیونسون
- ماری موسکینی
- فرد سی. نیومیر
- دوروثیا والبرت